# Nymphalis californica

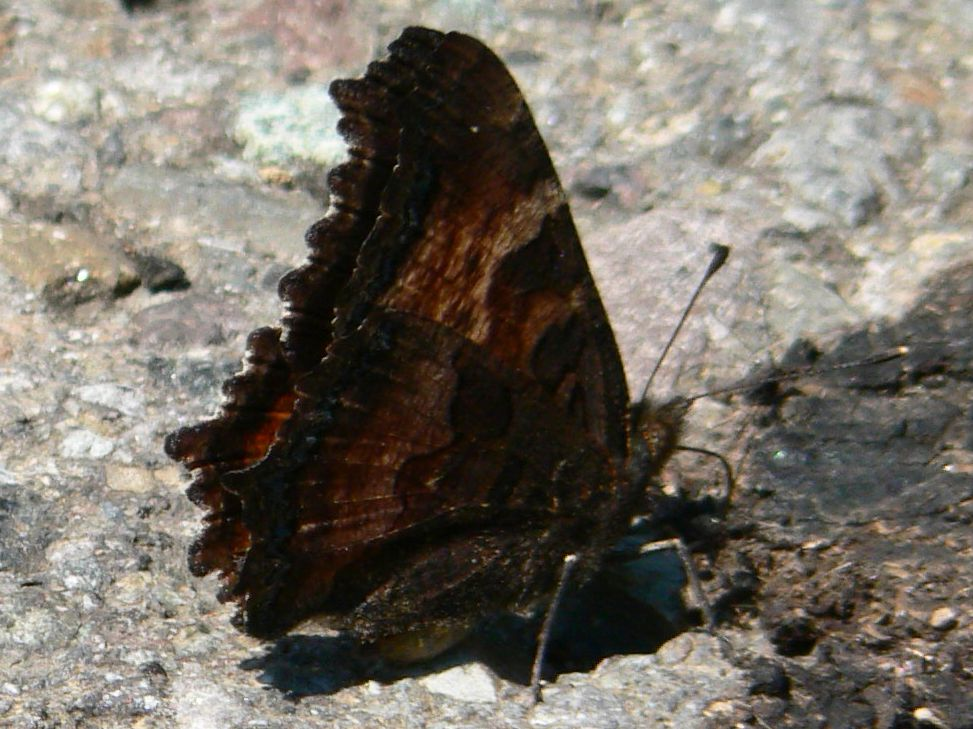
Flügelunterseite von Nymphalis californica

Nymphalis californica  ist ein Schmetterling (Tagfalter) aus der Familie der Edelfalter (Nymphalidae).

## Merkmale

### Falter
Die Falter erreichen eine Flügelspannweite von 32 bis 70 Millimetern. Beide Flügelpaare sind am Außenrand gezackt. Sie haben auf der Oberseite eine rotbraune bis orange Grundfarbe, die nach außen hin dunkler wird. Außerdem sind sie mit einigen dunklen Flecken versehen. Der Flügelsaum ist dunkelbraun. Die Flügelunterseiten sind in verschiedenen dunklen Brauntönen marmoriert und zeigen keine weißen oder silberfarbenen Zeichnungselemente.

### Ei, Raupe, Puppe
Die Eier haben eine gelbgrüne Farbe, eine zylindrische Form und sind mit vertikalen Rippen überzogen. Sie werden in Gruppen an der Nahrungspflanze abgelegt.
Erwachsene Raupen zeigen überwiegend dunkelgraue bis schwarze Grundtönungen und sind mit gelblichen Flecken und dünnen braungelben Linien versehen. Über den gesamten Körper sind weißgelbe und schwarze Dornen verteilt.
Die Stürzpuppe hat eine aschgraue, matt orange oder nahezu schwarze Farbe, schimmert zuweilen leicht bläulich und besitzt zwei deutliche Hörner am Kopf und einen spitzen Höcker am Rücken.

### Ähnliche Arten
- Die ähnliche Art Nymphalis vaualbum unterscheidet sich durch weiße Flecke sowohl auf der Vorder- als auch auf der Hinterflügeloberseite sowie durch ein weißes, L-ähnliches Zeichen auf der Unterseite der Hinterflügel.
- Der Östliche Große Fuchs (Nymphalis xanthomelas) und der Große Fuchs (Nymphalis polychloros) kommen nur im europäischen, asiatischen oder nordafrikanischem Raum vor. Somit gibt es keine Überlappung der Verbreitungsgebiete zu Nymphalis californica.

## Verbreitung und Lebensraum
Nymphalis californica besiedelt vorzugsweise die westlichen Bundesstaaten der USA, insbesondere Kalifornien, was auch den Namen californica erklärt. Als Wanderfalter erreicht die Art zuweilen auch weiter östlich oder nördlich gelegene Gebiete. Die Tiere sind hauptsächlich in bewaldetem Gelände anzutreffen.

## Lebensweise
Die Art bildet meist eine Generation pro Jahr aus und überwintert als Falter. In Kalifornien können aber auch drei oder mehr Generationen im Jahr auftreten. Hauptflugzeit sind die Monate Mai bis Juli. Sofern die Falter in Ruhestellung am Boden sitzen, klappen sie gerne ihre Flügel aufrecht zusammen. Sie wirken dann wie ein verwelktes Blatt und sind für Fressfeinde kaum zu erkennen. Zur Aufnahme von Nahrung, Flüssigkeit und Mineralien saugen sie an Blüten, Wasserstellen oder Dung. Jüngere Raupen leben gesellig, ältere einzeln. Sie verstecken sich nicht in versponnenen Nestern. Als Nahrungspflanzen werden Säckelblumenarten (Ceanothus), insbesondere Ceanothus thrysiflorus,
Ceanothus interrimus, Ceanothus velutinus, Ceanothus cordulatus, Ceanothus fendleri,
Ceanothus sanguineus und Ceanothus cuneatus genannt.

## Wanderverhalten
Jahresweise kommt es in unregelmäßigen Abständen zu einem erheblichen Wanderverhalten der Falter. Beispielsweise wurde in den Jahren 1941 und 1973 ein Massenauftreten aus dem Santa-Ana-Gebirge gemeinsam mit dem Distelfalter (Vanessa cardui) gemeldet.

## Unterarten
Folgende Unterarten werden unterschieden:
- Nymphalis californica californica
- Nymphalis californica herni